# 1257
Het jaar 1257 is het 57e jaar in de 13e eeuw volgens de christelijke jaartelling.

## Gebeurtenissen
- 1 september - Robert de Sorbon sticht het Maison de Sorbonne, een theologisch college in Parijs, die later uitgroeit tot de universiteit Sorbonne.
- De keurvorstendommen van het Heilige Roomse Rijk worden vastgesteld: de aartsbisdommen Mainz, Trier en Keulen en de wereldlijke vorsten van Rijnpalts, Bohemen, Saksen en Brandenburg.
- mei-oktober - De supervulkaan Samalas op Lombok komt tot een serie van uitbarstingen. Het geldt als de zwaarste vulkaanontploffing sinds het begin van de jaartelling.
- Hendrik III van Engeland laat gouden pennies slaan.
- 15 oktober - stichting van Uherské Hradiště
- stadsrechten voor: Deutsch Brod, Memel
- Ulrich von Liechtenstein schrijft Der vrouwen puoch
- Het bisdom L'Aquila wordt opgericht
- oudst bekende vermelding: Chorzów, Hamont, Waspik

## Opvolging
- Bulgarije - Mitso Asen opgevolgd door Konstantin Asen
- Duitsland (januari) - Richard van Cornwall in opvolging van Willem II van Holland, met Alfons X van Castilië als tegenkoning (april)
- Gouden Horde - Ulaghchi opgevolgd door Berke
- Groot-Polen - Przemysł I opgevolgd door zijn broer Bolesław de Vrome als regent voor Przemysłs nageboren zoon Przemysł II
- Mamelukken (Egypte) - Ezz Eddin Aybak opgevolgd door Nur Eddin ben Aybak
- Sleeswijk - Waldemar III opgevolgd door zijn broer Erik I

## Geboren
- 14 oktober - Przemysł II, groothertog (1290-1291) en koning (1295-1296) van Polen
- Agnes van Brandenburg, echtgenote van Erik V van Denemarken (jaartal bij benadering)
- Beatrix van Bourbon, Frans edelvrouw (jaartal bij benadering)
- Pietro d'Abano, Italiaans arts en filosoof (jaartal bij benadering)

- Sancho IV, koning van Castilië en León

## Overleden
- 4 juni - Przemysł I (36), hertog van Groot-Polen
- 24 december - Jan van Avesnes (39), Frans edelman
- Haakon de Jonge (~25), kroonprins van Noorwegen
- Hyacinthus van Polen (~72), Pools monnik
- Mitso Asen, tsaar van Bulgarije (1256-1257)

- 15 augustus - Pho Khun Si Indrathit (72), eerste koning van Sukhothai